# Юстон (станція метро)
51°31′42″ пн. ш. 0°07′59″ зх. д. / 51.5284° пн. ш. 0.1331° зх. д.
Юстон (англ. Euston) — станція Лондонського метро, обслуговує лінію Вікторія та обидві гілки Північної лінії. Безпосередньо сполучена із залізничною станцією Юстон що розташована над нею. Станція розташована у 1-й тарифній зоні. Пасажирообіг на 2017 рік — 43.07 млн осіб.
На Північній лінії, відгалуження Бенк станція розташована між Камден-таун та Кінгс-кросс-Сент-Панкрас. На відгалуженні Чарінг-кросс — між Морнінгтон-Кресент та Воррен-стріт. На лінії Вікторія — між Воррен-стріт та Кінгс-кросс-Сент-Панкрас.

## Історія
Юстон була побудована як дві окремі метростанції. Три з чотирьох платформ Північної лінії були відкриті в 1907 році. Четверта платформа Північної лінії і дві платформи лінії Вікторія були побудовані в 1960-х роках, коли станція була значно перебудована, за для відкриття платформ лінії Вікторія.

## Пересадки
- Пересадки на автобуси маршрутів: 10, 18, 30, 59, 68, 73, 91, 168, 205, 253, 390, 476 та нічні маршрути N5, N20, N91, N253[3][4]
- Пересадки на залізничну станцію Юстон. У кроковій досяжності знаходиться метростанція Юстон-сквер